# مركز السلطان قابوس الثقافي (واشنطن)
مركز السلطان قابوس الثقافي (واشنطن)؛ هو مركز ثقافي عماني افتتح في عام 2005م في واشنطن العاصمة.

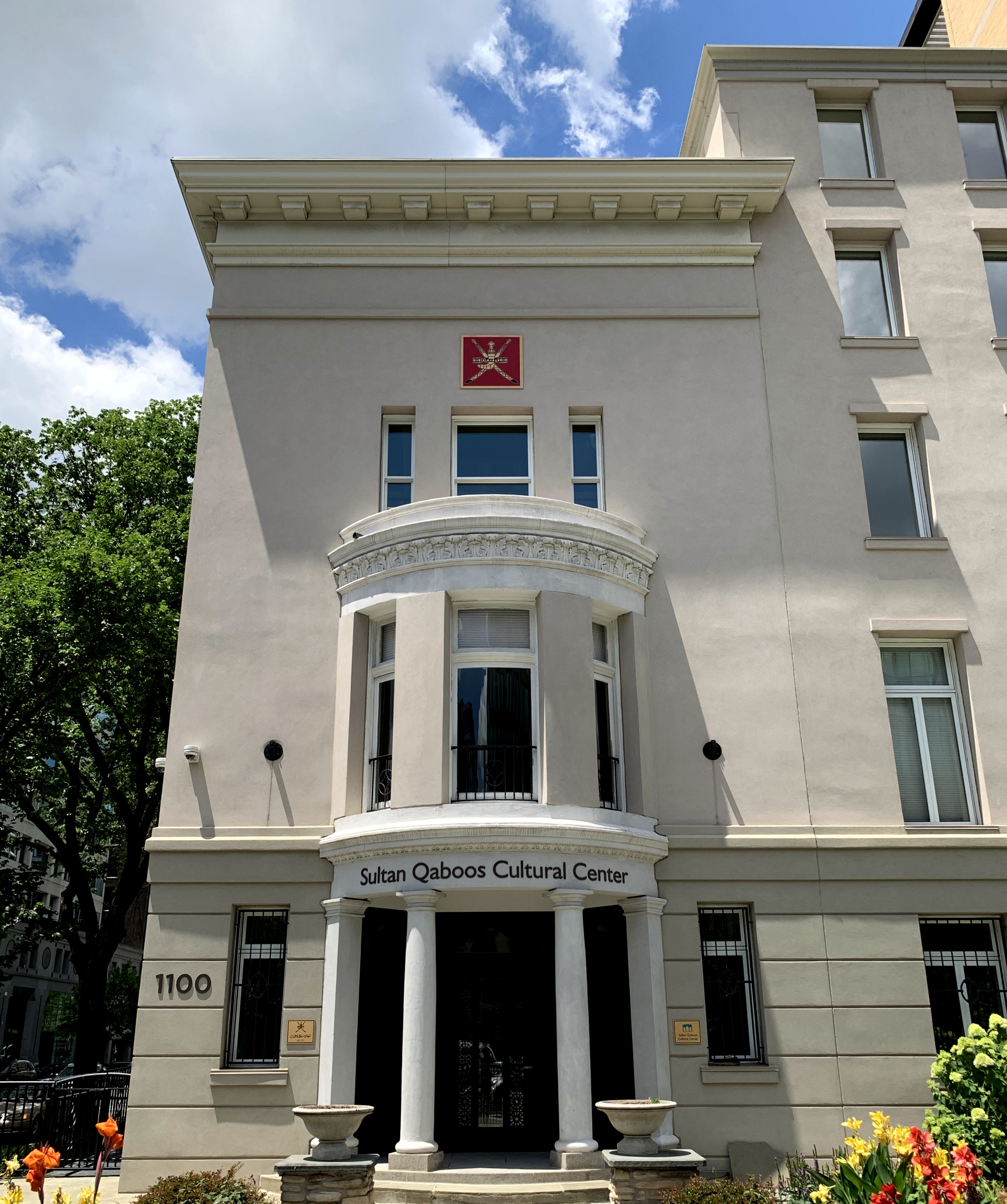
مركز السلطان قابوس الثقافي (واشنطن)

## أهدافه
يسعى المركز إلى تعزيز فهم ثقافة وتراث سلطنة عُمان، من خلال البرامج في الولايات المتحدة والخليج العربي، وتثقيف جيل جديد من الخبراء والعلماء والدبلوماسيين والسياسيين ثقافيًا والمطلعين في كل مجتمع، ويركز مركز السلطان قابوس الثقافي على نشر التراث الثقافي لعمان في برامجه الموجهة للطلاب والمعلمين.

## برامجه
يقدم المركز عدة برامج منها:
- برنامج المنح الدراسية لتعلم اللغة العربية وزمالات بحثية.
- يوفر موقع المركز الإلكتروني مواد تعليمية للمعلمين والطلاب.
- تضم البرامج الثقافية الإضافية محاضرات وندوات وعروضًا وجولات محاضرين وبرامج اندماج ثقافي.
- يقدم فرص تدريب لطلاب الجامعات في مرحلتي البكالوريوس والدراسات العليا.

## بعض أعماله
- طور المركز موقعًا تعليميًا تفاعليًا يسمى المحيط الهندي في تاريخ العالم، والذي يتتبع التفاعل البشري في جميع أنحاء منطقة المحيط الهندي.[3]
- تعاون مركز السلطان قابوس للثقافة في واشنطن مع مركز جون إف كينيدي للفنون المسرحية في إنتاج عرض رقص بعنوان "عُمان... أو مان!"، وشارك فيه راقصون شباب من عُمان والولايات المتحدة. قُدم هذا العمل من إخراج وتصميم ديبي ألين، مع موسيقى من تأليف أرتورو ساندوفال. وكُلِّف به مركز كينيدي خصيصًا لمهرجان "أرابيسك" الذي أقيم في مارس 2009 وقدم خلال الأيام الأربعة الأخيرة من المهرجان الذي استمر ثلاثة أسابيع.

## وصلات خارجية
- الموقع الرسمي